# Giappone ai Giochi della XXV Olimpiade
Il Giappone partecipò ai Giochi della XXV Olimpiade, svoltisi a Barcellona, Spagna, dal 25 luglio al 9 agosto 1992, con una delegazione di 256 atleti impegnati in ventiquattro discipline.